# タルヌ＝エ＝ガロンヌ県
タルヌ＝エ＝ガロンヌ県（タルヌ＝エ＝ガロンヌけん、仏: Tarn-et-Garonne）は、フランス南西部のオクシタニー地域圏に属する県。県名は県内を流れるタルン川とガロンヌ川に由来する。

## 歴史

フランス革命前の州で色分けされたタルヌ＝エ＝ガロンヌ県の地図 :
ラングドック
ガスコーニュ :
アルマニャック
リヴィエール＝ヴェルダン
コンドモワ
ギュイエンヌ :
ケルシー
ルエルグ
アジャネ

フランス第一帝政期の1808年11月4日にナポレオン1世の決定で、近隣の諸地域を統合して生まれた。モントーバンやモワサックを含む県の半分以上の地域はロット県から、カステルサラザンを含む3分の1以上の地域はオート＝ガロンヌ県から、残りの地域はロット＝エ＝ガロンヌ県、ジェール県、アヴェロン県から分割された。

## 地理
オクシタニー地域圏に所属し、ロット県、アヴェロン県、タルヌ県、オート＝ガロンヌ県、ジェール県、ロット＝エ＝ガロンヌ県と隣接する。県内の最高地点は、キャスタネに位置する標高510mのペシュ・モーレルである。
フランス・メトロポリテーヌ内で最小の面積を持つ県の一つであるにもかかわらず、タルヌ＝エ＝ガロンヌの地形は非常に多様性に富む。タルヌ川とガロンヌ川の間の平野や、アヴェロン川谷は、県北部やロマニュの丘陵地帯と対照的である。県東部は石灰岩質の高原で、コース地方は牧畜に特に適している。サンタントナン地域にあるアヴェロン渓谷は特に観光客をひきつけている。
季節の移り変わりはタルヌ＝エ＝ガロンヌでは時に不規則になる。穏やかな冬は雨が多く、雪よりも氷が身近である。春の雨は頻繁で降雨量も多い。夏は暑く乾燥し、秋は温暖である。11月は、晴天が続くのと対照的に空気は冷たい。

## 経済
大規模な農業県で、地域圏で生産される果物の80%をタルヌ＝エ＝ガロンヌが生産する。2012年には年およそ30万トンであった。ブドウのシャセラス・ド・モワサック（fr）は地域圏内および国内で非常に有名であり、AOCも認定され、2012年には年4000トンが生産された。

## 人口統計
| 1962年 | 1968年 | 1975年 | 1982年 | 1990年 | 1999年 | 2006年 | 2011年 |
| ------ | ------ | ------ | ------ | ------ | ------ | ------ | ------ |
| 175847 | 183572 | 183314 | 190485 | 200220 | 206034 | 226844 | 244545 |

出典: SPLAF et INSEE pour les années 2006 et 2007

## 主なコミューン
人口5000人を超えるコミューンは以下のようになっている。
| コミューン       | 人口 2007 | 変遷 2007/1999 | コミューン | 人口 2007 | 変遷 2007/1999 |
| ---------------- | --------- | -------------- | ---------- | --------- | -------------- |
| モントーバン     | 55,437    | 6,8 %          | モワサック | 12,376    | == 0,4 %       |
| カステルサラザン | 12,862    | 13,3 %         | コサド     | 6,507     | 8,8 %          |
| Source : Insee   |           |                |            |           |                |

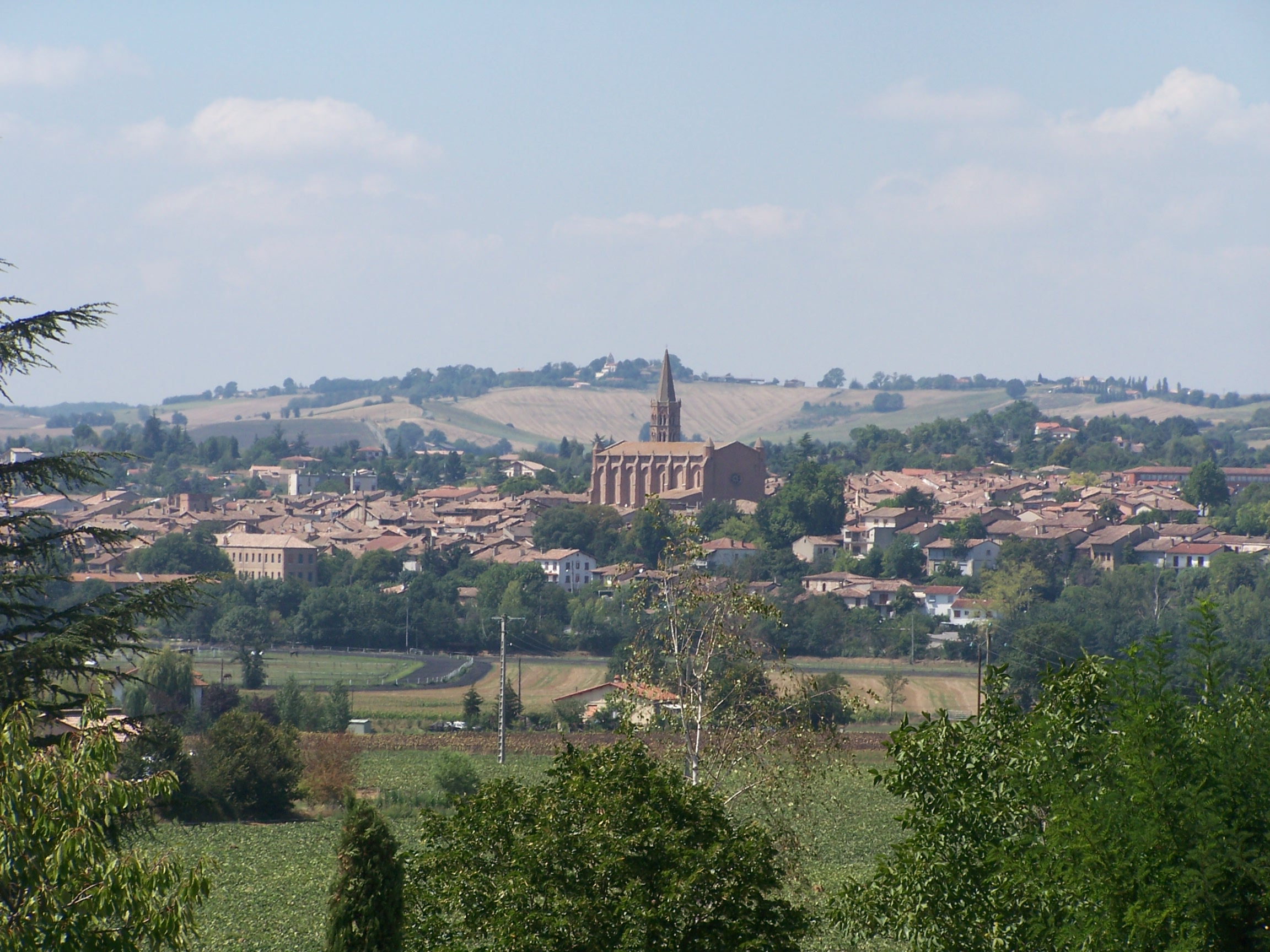
ボーモン・ド・ロマニュ
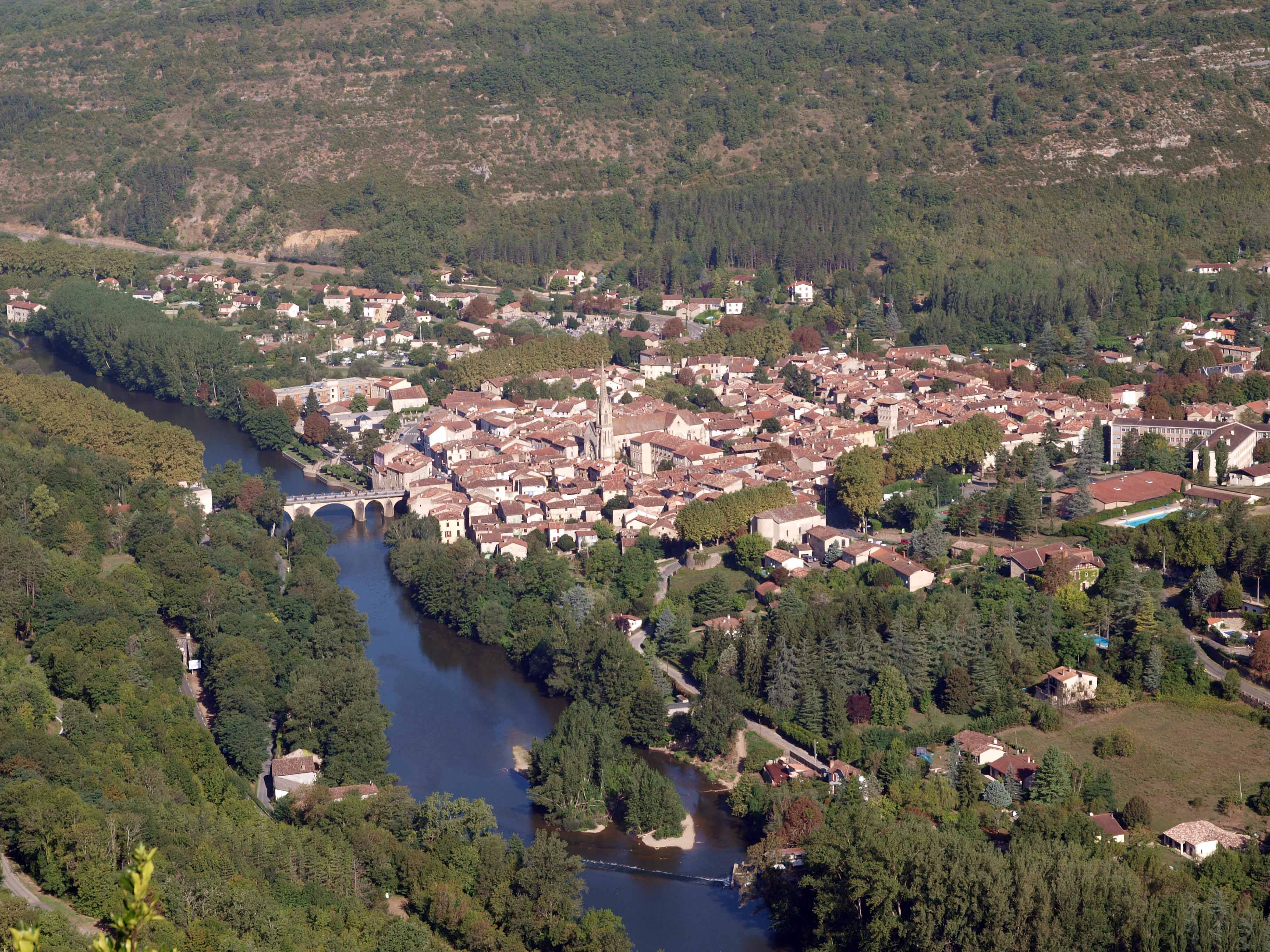
サンタントナン・ノブル・ヴァル
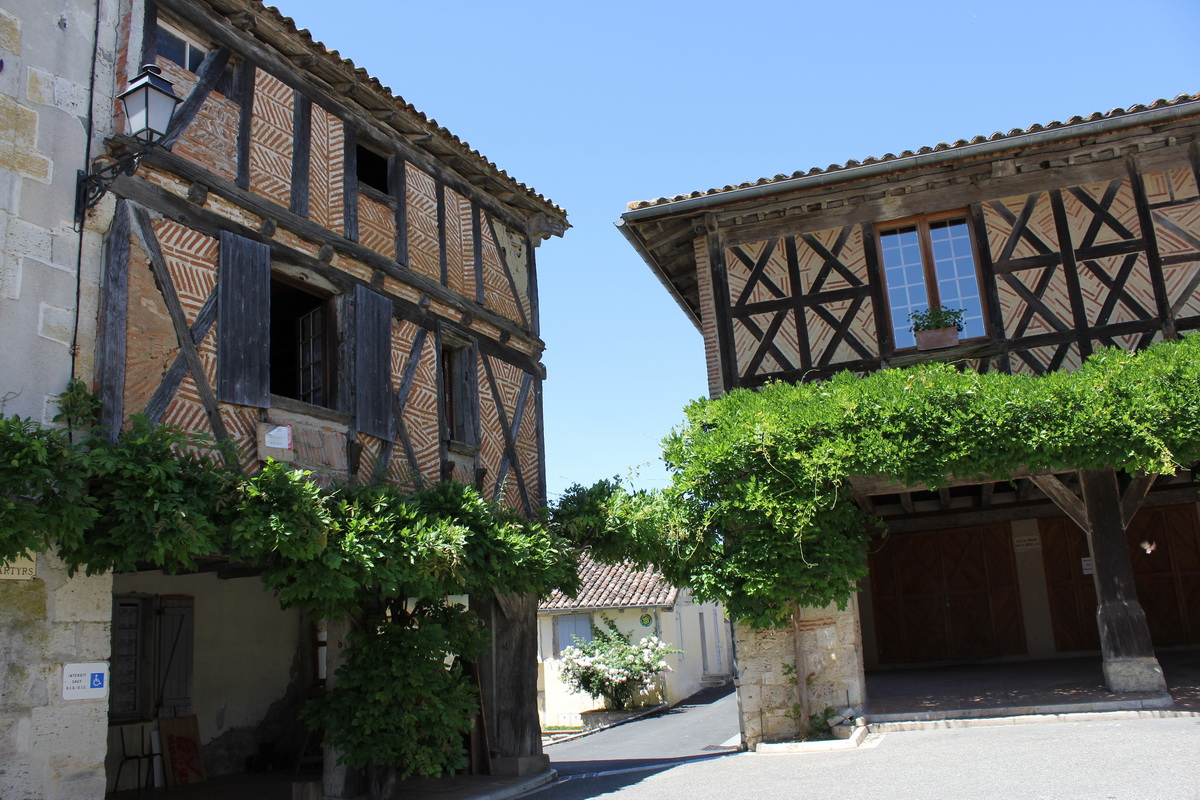
デューヌ
モントーバン